# Gran Depresión en Checoslovaquia
Checoslovaquia, creada al final de la Primera Guerra Mundial, era la unión de dos territorios económicamente muy dispares: las regiones occidentales de Bohemia y Moravia, pertenecientes a Cisleitania, eran territorios con una industria desarrollada, entre las más avanzadas del Imperio austrohúngaro, con un nivel de vida más parecido al de Europa Occidental que el resto del Imperio; por el contrario, Eslovaquia (que incluía Rutenia) era una región extremadamente rural (casi en su totalidad en el caso de Rutenia), de industria débil, que pertenecía a la parte húngara de la monarquía (Transleitania).

## Antecedentes: años 1920
Durante los primeros años tras la independencia, hasta finales de la década de 1920, el país logró, sin embargo, mantener un superávit en su balanza de pagos. El resultado era, no obstante, desequilibrado: mientras tenía un intercambio favorable con sus vecinos del antiguo Imperio austrohúngaro y los Balcanes, su comercio con otros países era deficitario. Esta situación tenía razones históricas: tanto Bohemia y Moravia como Austria eran las zonas más desarrolladas del Imperio y suministraban al resto de territorios de la monarquía la mayoría de sus bienes industriales, en un mercado muy protegido frente a la competencia exterior, recibiendo a cambio productos agrícolas. No podía, sin embargo, absorber una cantidad elevada de la producción agrícola del sureste europeo ya que su propia agricultura, intensiva, producía gran parte de lo necesario para el país. El resultado era una balanza comercial favorable a Checoslovaquia y Austria frente a los países predominantemente agrícolas del este de Europa. Estos lograban mantener un equilibrio gracias a las exportaciones a otros países y a la obtención de créditos (a menudo a corto plazo) en el extranjero.
Entre 1925 y 1929 la zona del este de Europa tuvo una gran relevancia en el comercio checoslovaco, constituyendo cerca de un tercio de todas sus exportaciones.

## La Gran Depresión y los años 1930
Tras la llegada de la crisis económica mundial a Checoslovaquia, el país hubo de enfrentarse por primera vez a un déficit comercial en 1932, más grave por la caída en un 71,5 % en las exportaciones y de un 70,8 % de las importaciones, reduciéndose drásticamente el comercio, incluso más de la media mundial. Esta desaparición de gran parte del comercio produjo un aumento severo del desempleo (41 000 personas en 1929 frente a 738 000 en 1933) en un país donde las exportaciones, principalmente de productos elaborados, tenían una importancia extrema en la economía.
La mengua del comercio checoslovaco no fue uniforme, sino que fue más acentuada con los países limítrofes que habían adoptado poco antes un sistema de control comercial ante la crisis y menor con los países que mantenían un sistema de intercambio libre. Para desgracia de Checoslovaquia, su superávit se debía a los primeros. Debido al sistema puesto en marcha por aquellos, los ingresos comerciales de los países extranjeros que aceptaban el sistema no podían ser exportados de manera que Checoslovaquia no podía hacer frente a sus obligaciones financieras con países que mantenían un sistema de comercio libre usando sus ganancias en los países balcánicos. El comercio con los países con comercio regulado, que en 1929 habían comprado el 56 % de las exportaciones checoslovacas, se redujo hasta en un 76,6 % en 1933.
| Desempleo en Checoslovaquia (1929-1937) (en miles) |
|                                                    |

Con los países del este de Europa se fue alcanzando un equilibrio entre importaciones y exportaciones, a cambio de una reducción drástica del monto del comercio. Este comercio hubo de realizarse, por imposiciones de aquellos países, mediante el sistema controlado de intercambios que dificultaba el comercio a cambio de no requerir divisas. Checoslovaquia trató de evitar en lo posible este sistema, prefiriendo siempre que pudo el comercio con naciones que mantenían un comercio libre. Esta situación obligó a Checoslovaquia, que fue el único país de la región que mantuvo el pago de las importaciones y de las deudas al extranjero sin moratorias ni bancarrotas, a tratar de orientar su comercio hacia otras regiones que le permitiesen aumentar sus exportaciones compensando la reducción de estas en sus mercados tradicionales del sureste europeo. Esto era necesario para poder recuperar el superávit comercial, reducir el desempleo y obtener los ingresos necesarios para mantener los pagos debidos y poder comprar materias primas.
A la vez, el comercio con Alemania, muy relevante, se redujo también extraordinariamente, cayendo las exportaciones en un 82,1 % en 1933 frente a las de 1929.
Para lograr mejorar sus ventas en otros países, Checoslovaquia debía lograr mejorar la calidad de sus productos y reducir sus precios, lo que llevó a dos devaluaciones de la divisa checoslovaca (17 de febrero de 1934 y 9 de octubre de 1936, en un 30 % de su valor original ante la negativa del gobierno de conceder subsidios a la exportación como sucedió en otros países vecinos. Las devaluaciones, que no conllevaron la temida inflación, dieron gran impulso a las exportaciones en los países de comercio libre, mientras que no afectaron a los intercambios con los de  comercio regulado porque la capacidad de estos para comprar productos checoslovacos nunca alcanzó la oferta de productos checoslovacos, a pesar de la reducción de precios. Este aumento notable no fue suficiente, sin embargo, para compensar la pérdida del comercio balcánico debido a la crisis, permaneciendo el desempleo alto y reduciéndose solo lentamente a lo largo de la década.
La producción industrial se recuperó también lentamente, más que en otros países, debido al mayor cambio necesario en este país para volver a recuperar la situación anterior a la crisis.
En agricultura Checoslovaquia aplicó medidas de protección similares a los de países circundantes, manteniendo los precios de los productos agrícolas más altos que en el mercado mundial y aumentando la producción, protegida en cierta medida de la competencia exterior.
La estructura de las exportaciones no varió en la década, siendo fundamental el papel de los productos manufacturados (71,8 % de media entre 1929-1938). La de las importaciones, sin embargo, sí lo hizo: se redujeron las importaciones de productos agrícolas, aúmento el de materias primas y se redujo ligeramente la cantidad de productos elaborados.